# استخوان رکابی
استخوان رکابی (به انگلیسی: Stapes) استخوانی در گوش میانی انسان و دیگر پستانداران است که در انتقال صدای مرتعش شده به گوش درونی دخالت دارد. استخوان کوچک رکابی شکل یکی از استخوانچه‌های موجود در گوش میانی است. استخوان رکابی ارتعاشات را از استخوان سندانی، که به آن به‌طور افقی متصل است دریافت می‌کند، و آن را به دریچهٔ بیضی شکل وسطی منتقل می‌کند. استخوان رکابی کوچکترین و سبکترین استخوان بدن انسان است و به خاطر شباهت به رکاب اینطور نامیده شده‌است. اتواسکروزیس شایع‌ترین علت کاهش شنوایی هدایتی است، این بیماری یک بیماری استخوانی است، اغلب این بیماری زمانی رخ می‌دهد که استخوان رکابی به دریچه بیضی چسبیده و توانایی انتقال صوت را از دست می‌دهدو مهم‌ترین روش درمان این بیماری جراحی است.

## ساختار

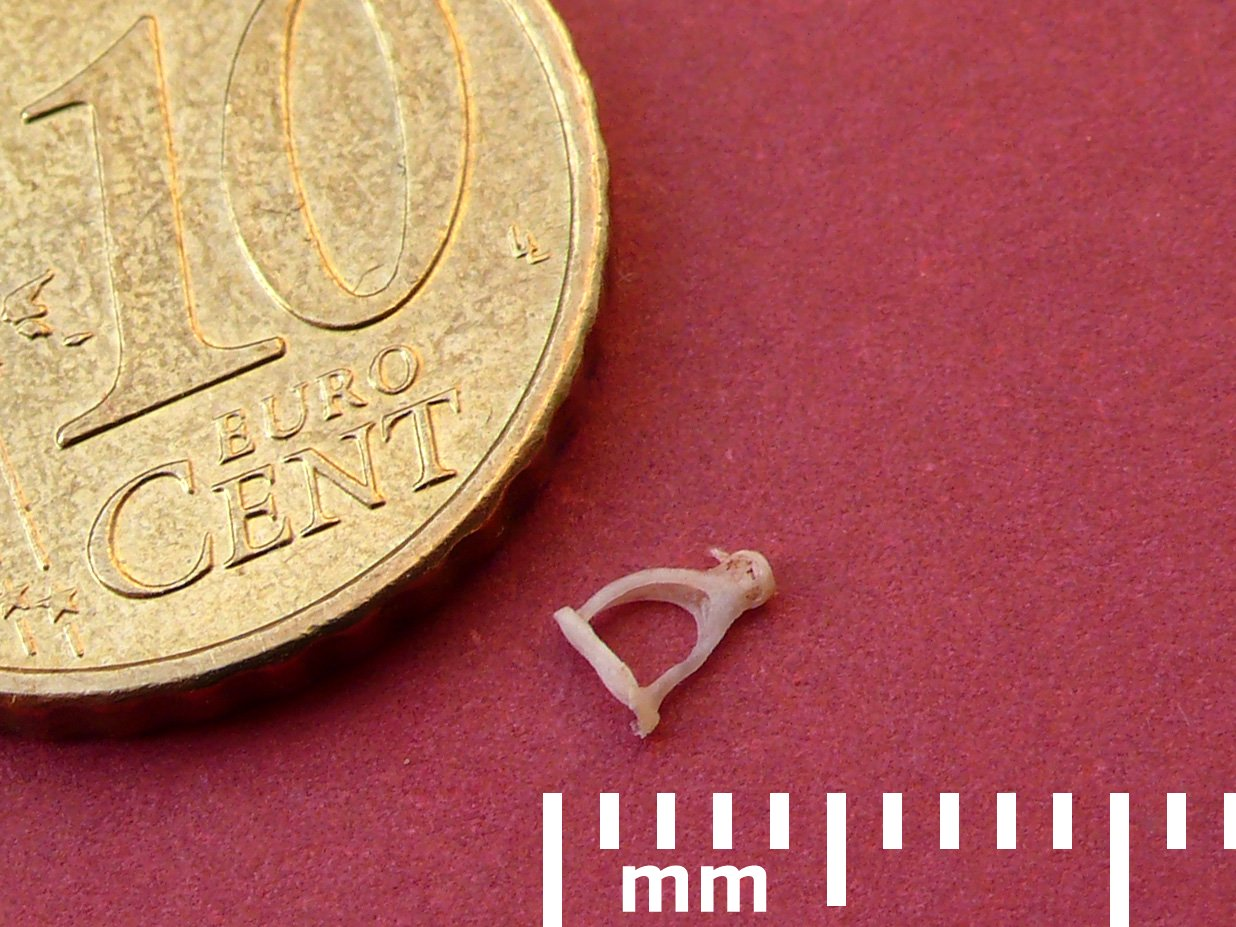
اندازه استخوان رکابی، با یک سکه ۱۰ سنتی یورو مقایسه شده‌است.

استخوان رکابی سومین و آخرین استخوان از سه استخوانچه موجود در گوش میانی است. استخوان رکابی استخوانی به شکل رکاب بوده و به دریچه بیضی که با رباط حلقوی به آن متصل شده تکیه کرده‌است. قاعده استخوان رکابی به دریچه بیضی و سر آن به استخوانچه سندانی اتصال مفصلی دارد. این اتصالات با پایه‌های خلفی و قدامی متصل شده‌است.: 862 
استخوان رکابی کوچکترین استخوان بدن انسان است و اندازه آن ۲٫۵×۳ میلی‌متر است که بعد بزرگتر در امتداد سر تا پایه است.

### ایجاد
استخوان رکابی طی ششمین تا هشتمین هفته دوره جنینی از دومین قوس حلق ایجاد می‌شود. حفره مرکزی رکابی ناشی از وجود جنینی سرخرگ رکابی است که بعداً تحلیل می‌رود.

### جانوران
استخوان رکابی یکی از سه استخوانچه در پستانداران است. در پرندگان، استخوان متشابه استخوان رکابی معمولاً ستونچه (به انگلیسی: columella) نامیده می‌شود. همچنین، در خزندگان، هر دو کلمه مورد استفاده قرار می‌گیرد. در ماهی، استخوان متشابه استخوان رکابی معمولاً استخوان لامی‌زیرواره نامیده می‌شود، و معمولاً قسمتی از کمان آبششی است که، بسته به گونه، مجرای تنفسی یا آرواره را نگهداری می‌کند. کلمه معادل در دوزیستان pars media plectra است.

### دگرگونی
به نظر می‌رسد که اندازه استخوان رکابی در گروه‌های مختلف قومی نسبتاً ثابت است. در ۰٫۰۱ الی ۰٫۰۲٪ مردم، سرخرگ رکابی برگشت نکرده و در روزنه مرکزی می‌ماند. در این حالت ممکن است در گوشی که این حالت را دارد صدای پر ضربان شنید، یا ممکن است اصلاً هیچ نشانه‌ای وجود نداشته باشد. به ندرت در بعضی‌ها ممکن است استخوان رکابی وجود نداشته باشد.

## عملکرد
استخوان رکابی که بین استخوان سندانی و گوش داخلی واقع شده‌است، ارتعاشات صدا را از استخوان سندانی به حفره بیضی — یک حفره پوشیده با پرده و متصل به گوش داخلی — منتقل می‌کند. استخوان رکابی همچنین با ماهیچه رکابی، که توسط اعصاب صورت تحریک می‌شود، ثابت شده‌است.

## بیماری‌های مرتبط
اتواسکلروز یک بیماری ارثی یا شروع –خودبخودی است که به علت تغییر غیرطبیعی در گوش میانی ایجاد می‌شود. اغلب این بیماری زمانی رخ می‌دهد که استخوان رکابی به دریچه بیضی چسبیده و توانایی انتقال صوت را از دست می‌دهد که این مسئله باعث کاهش شنوایی می‌شود. اتواسکلروز در ۱٪ مردم دیده شده‌است. گرچه این بیماری به شکلی است که موجب کاهش قابل توجه شنوایی نمی‌شود. احتمال مبتلا شدن گروه‌های سنی جوان و زنان بیشتر است. دو روش معالجه رایج: استاپدکتومی یا خارج کردن استخوانچه غیر متحرک رکابی از طریق جراحی و جایگزین کردن آن با یک وسیله (پروتز) و استاپدوتومی یا ایجاد پنجره‌ای کوچک بر روی پایه استخوان رکابی و قرار دادن پروتز در پنجره ساخته شده‌است. جراحی می‌تواند با عمل سرخرگ رکابی، فیبروسیسی که نتیجه آسیب به پایه استخوان است، یا اتو اسکلروز آبلیتریتیو که در نتیجه از بین رفتن کامل پایه استخوان ایجاد شده‌است پیچیده‌تر گردد.

## تاریخچه

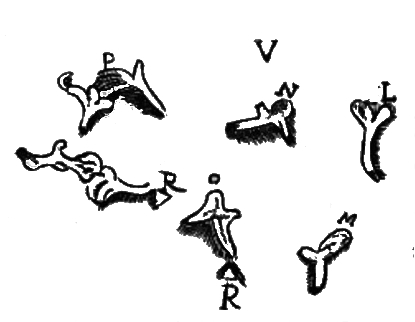
استخوان رکابی، به صورتی که اولین بار توسط جووانی فیلیپو اینگراسیا توصیف شد. (در قسمت پایین سمت راست با M نشان داده شده‌است)

معمولاً گفته می‌شود که استخوان رکابی اولین بار در سال ۱۵۴۶ در دانشگاه ناپل توسط جووانی فیلیپو اینگراسیا توصیف شد، گرچه در مورد صحت آن اختلاف است. توصیف اینگراسیا در سال۱۶۰۳ بعد از مرگش منتشر شد. پدرو خیمه‌نو کالبدشناس اسپانیایی اولین کسی بود که در سال ۱۵۴۹ توصیفی در مورد استخوان رکابی در گفتگویی در مورد پزشکی منتشر کرد. استخوان به خاطر شباهت به رکاب به این نام نامیده شده‌است (به لاتین: Stapes) مثالی از لاتین قدیمی است، احتمالاً در قرون وسطی از کلمه «to stand» (به لاتین: Stapia) گرفته شده‌است، چون رکاب (stirrups) در زبان لاتین اولیه وجود ندارد.
در آثار تاریخی دانشمندان مسلمان سخنی دربارهٔ این استخوان نیامده اما علی بن ابی‌طالب در نهج‌البلاغه در حکمت شمارهٔ ۸ در حدیثی گفته‌است: «از این انسان تعجب کنید و پند بگیرید. با پیه نگاه می‌کند، با گوشت حرف می‌زند، با استخوان می‌شنود و از شکافی (بینی) نفس می‌کشد».